# Синдром Фрейзера
Синдром Фрейзера (синдром Мейер-Швикерата, синдром Фрейзера—Франсуа) — аутосомно-рецессивное врождённое заболевание. Синдром назван по имени медицинского генетика Джорджа Фрейзера.

## Симптомы
Симптомы характеризуются аномалиями развития — криптофтальмом (неразделением век каждого глаза), пороками развития половых органов (микропенис, крипторхизм или клиторомегалия). В некоторых случаях наблюдаются аномалии развития носа, ушей, гортани, почечной системы, умственная отсталость. Иногда отмечается синдактилия.

## Генетика

Синдром Фрейзера имеет аутосомно-рецессивный путь наследования.

Синдром Фрейзера связан с геном FRAS1, который, по-видимому, участвует в морфогенезе эпителия кожи во время раннего развития. Также он ассоциирован с геном FREM2.

## Диагностика
Диагноз устанавливается на основании физикального обследования или перинатальной аутопсии.

## Эпидемиология
Синдром Фрейзера наблюдается редко — в 0,043 случаях на 10000 новорождённых и 1,1 на 10000 мертворождённых.